# Flitsscheiding
De flitsscheiding was tussen 2001 en 2009 in Nederland een vorm van echtscheiding waarbij het huwelijk eerst werd omgezet in een geregistreerd partnerschap, waarna de beëindiging van dat geregistreerd partnerschap werd ingeschreven bij de burgerlijke stand. Het omzetten van het huwelijk kon een echtpaar doen bij de burgerlijke stand in de gemeente waar het woonachtig was. Het zojuist gesloten geregistreerd partnerschap kon vervolgens worden ontbonden bij een advocaat of notaris, zonder de tussenkomst van een rechter.

## Geschiedenis
De flitsscheiding was mogelijk sinds 1 april 2001. In januari 2005 kondigde minister Donner het wetsvoorstel Wet bevordering voortgezet ouderschap en zorgvuldige scheiding (Kamerstuknummer 30145) aan, waarin een einde wordt gemaakt aan de mogelijkheid om een huwelijk om te zetten in een geregistreerd partnerschap. Op 12 juni 2007 is de Tweede Kamer definitief akkoord gegaan met dit wetsvoorstel. Door de Eerste Kamer is het wetsvoorstel aangenomen op 25 november 2008.
Het omzetten van een geregistreerd partnerschap naar een huwelijk is wel mogelijk gebleven. Het beëindigen van een geregistreerd partnerschap zonder beschikking van de rechter is ook mogelijk gebleven, mits de partners niet gezamenlijk het gezag uitoefenen over een kind (artikel 1:80c Burgerlijk Wetboek).
Ter compensatie van het voornemen om de flitsscheiding af te schaffen, kwamen ministers Ernst Hirsch Ballin (Justitie) en André Rouvoet (Jeugd en Gezin) in maart 2007 overeen dat de scheidingsprocedure voor echtparen zonder minderjarige kinderen vereenvoudigd moest worden. Volgens dat plan is voor echtscheiding weliswaar altijd rechterlijke tussenkomst vereist, maar kan het gezamenlijk echtscheidingsverzoek niet alleen door advocaten maar ook door notarissen namens de echtgenoten bij de rechtbank worden ingediend. Volgens de ministers kan het inschakelen van een advocaat namelijk als belastend worden ervaren door de echtgenoten.

## Afschaffing 2009
De Wet van 27 november 2008 tot wijziging van Boek 1 van het Burgerlijk Wetboek en het Wetboek van Burgerlijke Rechtsvordering in verband met het bevorderen van voortgezet ouderschap na scheiding en het afschaffen van de mogelijkheid tot het omzetten van een huwelijk in een geregistreerd partnerschap (Wet bevordering voortgezet ouderschap en zorgvuldige scheiding) heeft onder meer per 1 maart 2009 de mogelijkheid tot het rechtstreeks omzetten van een huwelijk in een geregistreerd partnerschap afgeschaft. (Uiteraard kan men nog wel op reguliere wijze scheiden en vervolgens een geregistreerd partnerschap aangaan.)
De flitsscheiding is daardoor niet meer mogelijk. De huwelijken die reeds voor deze datum waren omgezet in een geregistreerd partnerschap kunnen wel nog worden beëindigd door de ontbinding van dat geregistreerd partnerschap, behalve wanneer het echtpaar minderjarige kinderen heeft.
De flitsscheiding was een procedure die enkel in de praktijk van het Nederlandse familierecht voorkwam, toen bleek dat de ontbinding van een geregistreerd partnerschap sneller verliep en goedkoper was dan een traditionele ontbinding van het huwelijk via een echtscheiding. Er rezen in het buitenland verschillende malen vragen naar de geldigheid van dergelijke Nederlandse flitsscheidingen, met name in België. De rechtbank van Mechelen oordeelde dat de flitsscheiding niet kon worden gezien als een echtscheiding in de strikte zin van het woord, maar dat door de flitsscheiding beide echtgenoten wel vrij zouden zijn van huwelijksbanden en dus een nieuw huwelijk konden aangaan.

## Procedure
De gehele procedure kost slechts enkele dagen doorlooptijd, zeker indien de partners het eens zijn over de scheiding en over de (financiële) afspraken die daarbij gemaakt worden. Deze afspraken worden vastgelegd in een convenant en ondertekend in het bijzijn van een advocaat of notaris. 
Langs deze weg kan de vaak langdurige echtscheidingsprocedure met advocaten en een rechter worden omzeild. Deze procedure is met name bestemd voor echtelieden die geen (kinder- of partner)alimentatieverplichtingen aangaan en er geen sprake is van  minderjarige kinderen of als de ouders gezamenlijk het ouderlijk gezag behouden (co-ouderschap).

## Kritiek
Een nadeel van de flitsscheiding is dat de rechten van de ex-partners minder goed worden vastgelegd. Ook wordt een flitsscheiding niet in elk land erkend.
Volgens critici (waaronder de voormalige minister van Justitie Piet Hein Donner) zijn flitsscheidingen in het algemeen af te raden en zou het hier gaan om een niet bedoeld effect van eerdere wetgeving omtrent geregistreerd partnerschap en homohuwelijk. Anderen vinden het een goede oplossing onder voorwaarde dat beide partners het eens zijn over de scheiding en de afwikkeling (kinderen, geld en goederen) daarvan. 
In 2004 werden er 5000 huwelijken door een flitsscheiding beëindigd. In 2006 is dat aantal gedaald naar 3900. In totaal werden iets meer dan 30.000 huwelijken ontbonden door een flitsscheiding.